# トーマス・ミラー
トーマス・ミラー（Thomas Miller）はアメリカのプログレッシブ・メタル・ネオクラシカルメタルバンド「シンフォニー・エックス」の元ベーシストである。

## 略歴
彼はバンド結成時からのオリジナル・メンバーで、1stアルバム「Symphony X」から4thアルバム「Twilight In Olympus」まで在籍していた。しかし1998年の初ツアーの途中に突然脱退を表明した（後任はマイケル・レポンド）。現在の活動は明らかになっていない。

## プレイスタイル
タッピングなどの高度なプレイやギターとのユニゾンもこなす。転調や変拍子の多い楽曲を支える安定したプレイからソロなど、バンドのサウンドに大きく貢献した。

## 脱退の理由
「シンフォニー・エックス」のギタリストであるマイケル・ロメオはトーマス・ミラーの脱退の経緯についてこのように説明している。
『私は、トーマスとは古くからの付き合いであった。彼の脱退については未だに釈然としないものがある。しかし、私は、彼がバンドから去った理由をこのように推測している。私達の最初のワールドツアーで日本を周っている時、彼は大きなストレスに悩まされていた。彼が病んだり、発作が出たりした出来事はいくつかあった。それから慢性疲労症候群の問題もあった。彼は前からそれを患っていたと言っていた。そして彼は宗教に傾倒するようになっていた。遂に、彼はバンドを続けられないと言うようになった。』
ロメオは続けてこう言っている。
『私達は、トーマスの脱退について悪意を抱くことは無かった。でも未だに信じられない。自分と一緒に成長してきて、数々のバンドで一緒に演奏してきて、とても音楽に対して真剣だった人間が何故か音楽に対して興味を失ってしまったと言うことが。ツアーに対する恐怖だったのか、それとも病気か、はたまた宗教だったのか？私はそれに答えることは出来ないし、理由はトムだけが知っている。しかし彼が今何をしていようと、私達バンドメンバーは彼の幸運を祈っている。』

## ベース以外での貢献
トーマス・ミラーは楽曲の音楽表現のアイデアや歌詞も手掛けた。「Candlelight Fantasia」の歌詞や「Lady of the Snow」の和音階の導入は彼のアイデアである。